# بورجا کرادو
بورجا کرادو (انگلیسی: Borja Criado؛ زادهٔ ۱۶ آوریل ۱۹۸۲) بازیکن فوتبال اهل اسپانیا است.
از باشگاه‌هایی که در آن بازی کرده‌است می‌توان به باشگاه فوتبال والنسیا و باشگاه ورزشی اروپا اشاره کرد.